# Orden número 1

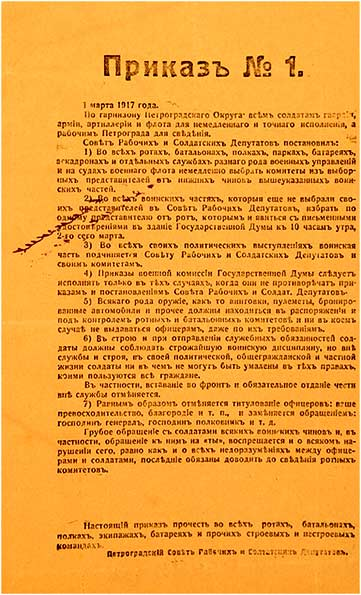
Prikaz n.º 1 del Sóviet de Diputados Obreros y Soldados de Petrogrado.

La orden número 1 fue una moción aprobada por el Sóviet de Petrogrado el 1 de marzojul./ 14 de marzo de 1917greg., tras la Revolución de Febrero, que indicaba que las órdenes del nuevo Gobierno Provisional Ruso sólo debían acatarse si no se oponían a las directrices de dicho sóviet (consejo). Al limitar el control del Gobierno sobre las fuerzas armadas, tuvo una repercusión enorme en los acontecimientos que siguieron a la Revolución de Febrero, considerándose una de sus consecuencias más importantes.

## Antecedentes

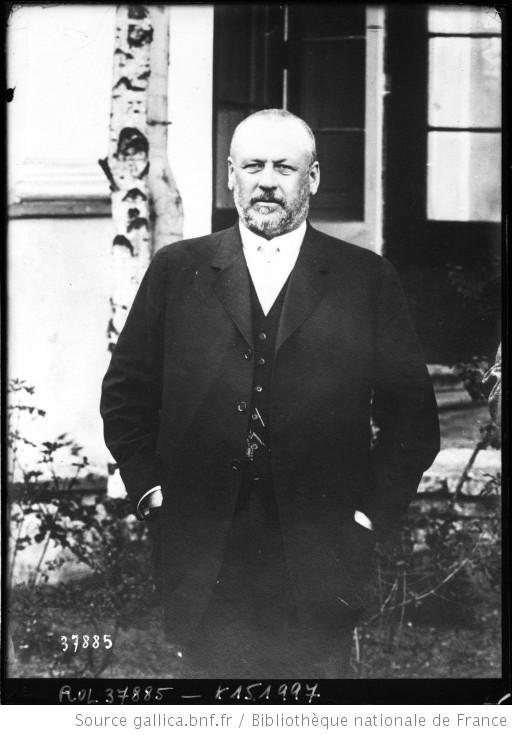
Mijaíl Rodzianko, presidente de la Duma Imperial de Rusia, trató de devolver el orden a la capital tras la Revolución de Febrero y tomar el control de las fuerzas armadas, lo que desencadenó el proceso que llevó a la publicación de la Orden número 1, que privó al futuro Gobierno Provisional Ruso del poder sobre las mismas, que quedó en manos del Sóviet de Petrogrado.

El 28 de febrerojul./ 13 de marzo de 1917greg. las unidades enviadas a sofocar la gran revuelta en la capital, Petrogrado, se unieron a los manifestantes, pero no contaron con el apoyo de sus oficiales. Muchos de estos habían abandonado sus puestos ante el amotinamiento de los soldados, que ocupaban las calles de la ciudad por millares.
Temeroso de las consecuencias de que estos soldados sin mandos permaneciesen en la capital, el presidente de la Duma Imperial de Rusia, Mijaíl Rodzianko, ordenó a través de la nueva Comisión Militar de la Duma —dependiente del nuevo Comité provisional de la Duma Estatal— el regreso de los soldados a sus cuarteles, la entrega de sus armas y la vuelta de los oficiales. Las tropas recibieron mal esta orden y se quejaron de ella ante el Comité ejecutivo del Sóviet de Petrogrado. Los delegados obreros en el Sóviet declararon el llamamiento de la Duma contrarrevolucionario y se llegó a exigir el arresto de Rodzianko, que parecía desear la restauración del antiguo orden en las unidades militares.
Mientras la tropa respetaba la autoridad del Sóviet de Petrogrado y poco después enviaba representantes al mismo, los oficiales, separados en su mayoría de sus unidades por la revolución, veían en la Duma y en su nuevo Comité provisional al sucesor del zar y la única autoridad verdadera. El comportamiento de los oficiales que fueron regresando paulatinamente a sus unidades, tras el llamamiento del Comité provisional, disgustó a los soldados, que consideraron que tanto la Duma como los oficiales trataban simplemente de volver a la situación anterior a la revolución. Los soldados, que acudieron en masa al Sóviet para rechazar la orden de la Duma, sospechaban que esta era el primer paso para tratar de desarmar a los insurrectos. Los trabajadores decidieron ignorar una petición del jefe de la milicia municipal el 1 de marzojul./ 14 de marzogreg. para que la ciudadanía entregase a aquella sus armas. Los intentos de la Duma de desarmar a la población habían fracasado. Temerosos de enfrentarse con las armas a las masas revolucionarias, la Duma y su comisión militar no lograron el desarme ante la resistencia de aquellas a entregar el armamento obtenido durante la revolución.

## Preparación y publicación

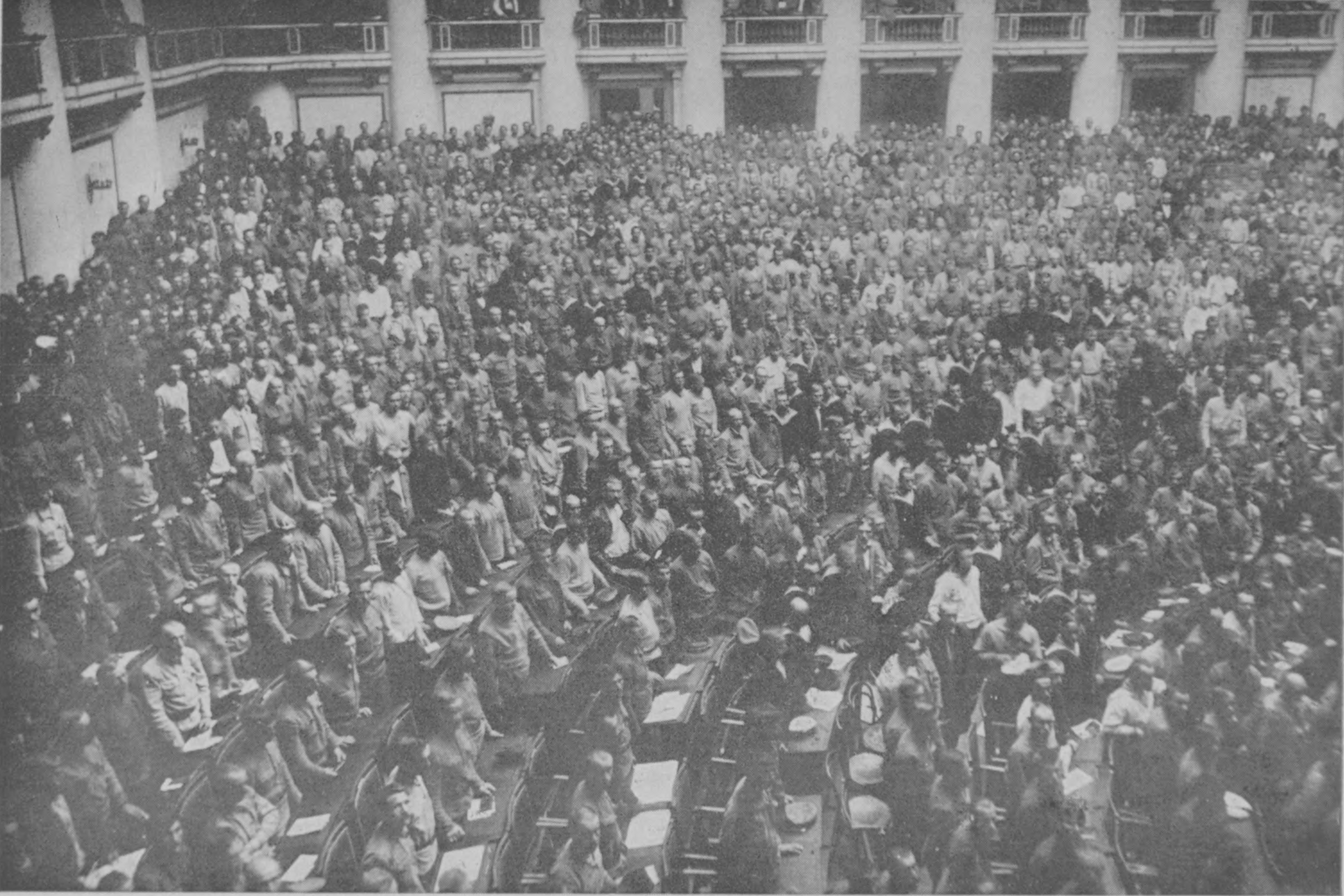
El Sóviet de Petrogrado en sesión. La Orden fue aprobada por el Sóviet a petición de los delegados de los soldados, que temían el control de las fuerzas armadas por el Comité provisional de la Duma Estatal y los oficiales.

La mañana del 1 de marzojul./ 14 de marzogreg. estaba prevista la reunión del Sóviet de Petrogrado y antes se celebró otra entre representantes de la guarnición militar de la capital y miembros del comité ejecutivo de aquel. Los intentos del comité ejecutivo de que las masas entregasen las armas a los comisarios nombrados por el Sóviet tampoco tuvieron efecto.
La posterior reunión del Sóviet aprobó la participación de soldados en la Comisión Militar de la Duma y el reconocimiento de la autoridad de esta, siempre que no contradijese las decisiones del Sóviet. Se rechazó la devolución de las armas. La aceptación del regreso de los oficiales que, en su mayoría, habían abandonado sus unidades —en especial las de guardias— fue la propuesta más discutida. Se dudaba de la lealtad de los oficiales hacia la revolución. Las resoluciones de la reunión del Sóviet fueron el boceto de la Orden Número 1.
El Comité ejecutivo del Sóviet de Petrogrado aprobó poco después las conclusiones del debate en el mismo, indicando que la Orden correspondiente debía publicarse el mismo día. El intento de consensuar la publicación con la Comisión Militar de la Duma fracasó ante el rechazo de esta a aprobar las conclusiones alcanzadas en el pleno del Sóviet. El comité ejecutivo encargó entonces a una comisión encabezada por Nikolái Sokolov la redacción final de la orden, que estuvo lista en menos de media hora. La redacción final fue aprobada por el comité ejecutivo y presentada ante el Sóviet, aún reunido, que la aprobó con alegría desbordante.
La orden se publicó en Izvestia el 2 de marzojul./ 15 de marzo de 1917greg., firmada por tres miembros del Comité ejecutivo del Sóviet de Petrogrado. La noche antes, ya había comenzado a distribuirse como volante.

## Consecuencias
Según algunos, la orden minó significativamente la disciplina de las unidades militares y contribuyó a la disolución de las fuerzas armadas, mientras que otros la consideran la primera medida de democratización del Ejército.
A pesar de la asunción de que la Orden establecía la elección de los oficiales de las unidades militares, esta cláusula no estaba contenida en la misma. En la práctica, sin embargo, los oficiales considerados hostiles a la revolución fueron expulsados de las unidades, pero no hubo una elección general de los mandos. Los cambios, en todo caso, sólo afectaron a los oficiales de menor graduación, quedando los altos mandos incólumes. Este proceso intensificó la división en los oficiales entre los que aceptaron los cambios revolucionarios y los que se opusieron a los mismos.
Aunque la Orden estaba restringida en principio a las tropas de la capital acabó aplicándose tanto a estas como a las del frente.
La Orden supuso además la unión de los soldados al Sóviet de Trabajadores y confirmó la política de defensismo revolucionario.